# Obrium dimidiatum
Obrium dimidiatum är en skalbaggsart som beskrevs av Hovore och Chemsak 1980. Obrium dimidiatum ingår i släktet Obrium och familjen långhorningar. Inga underarter finns listade i Catalogue of Life.